# Distretto di Lakhimpur
Il distretto di Lakhimpur è un distretto dello stato dell'Assam in India. Il suo capoluogo è North Lakhimpur.